# Bob Armstrong (cestista)
Theodore Robert Armstrong, detto Bob (Detroit, 17 giugno 1933 – Plymouth, 5 gennaio 2016), è stato un cestista statunitense, professionista nella NBA.

## Carriera
Venne selezionato dai Rochester Royals al sesto giro del Draft NBA 1955 (42ª scelta assoluta).